# 熱帶風暴楊柳 (2019年)
熱帶風暴楊柳（英語：Tropical Storm Podul，國際編號：1912，聯合颱風警報中心：WP132019，菲律賓大氣地球物理和天文服務管理局：Jenny）是2019年太平洋颱風季第12個被命名的熱帶氣旋。「楊柳」（韓語：버들）一名由朝鮮提供，為常見於市鎮及鄉間的楊柳樹。在悶熱的天氣下，人們都喜愛在楊柳樹蔭下乘涼及閒談。

## 發展過程
一個熱帶擾動在菲律賓以東海域形成。美國海軍研究實驗室給予編號99W。日本氣象廳在8月25日升為熱帶低氣壓。下午2時，聯合颱風警報中心把其升格為「高」，並發出熱帶氣旋形成警報。
8月26日，日本氣象廳亦在上午9時發出烈風警報。台灣中央氣象局將其升格為熱帶性低氣壓，給予編號17。天文台亦在下午1時45分表示菲律賓以東的低壓區正逐漸增強，一個熱帶氣旋似乎在形成中。下午8時，聯合颱風警報中心將其升格為熱帶低氣壓，給予熱帶氣旋編號13W。
8月27日上午8時，其進入越南中央水文氣象預報中心責任範圍，當局將其評定為熱帶風暴。8月27日上午9時，日本氣象廳將其升格為熱帶風暴，給予國際編號1912，並命名為「楊柳」。上午9時45分，香港天文台將楊柳升格為熱帶低氣壓。下午2時，楊柳進入澳門地球物理暨氣象局負責範圍，當局將其評定為熱帶低氣壓。下午10時40分，菲律賓大氣地球物理和天文服務管理局宣布楊柳於奧羅拉省卡西古蘭登陸。
8月28日上午6時45分，香港天文台將楊柳升格為熱帶風暴。上午8時，澳門地球物理暨氣象局將楊柳升格為熱帶風暴。
8月29日上午8時，中國國家氣象中心將楊柳升格為強熱帶風暴。下午2時，中國國家氣象中心將楊柳降格為熱帶風暴。
8月30日凌晨1時30分，楊柳於越南廣平省洞海市登陸。
上午6時45分，香港天文台將其降格為熱帶低氣壓。上午8時，台灣中央氣象局將其降格為熱帶性低氣壓。下午3時，日本氣象廳將其降格為熱帶性低氣壓，隨後，聯合颱風警報中心對其發布最後警告。下午3時45分，香港天文台將其降格為低壓區。8月31日下午2時，日本氣象廳表示楊柳完全消散。
日本氣象廳將其巔峰強度由45節（每小時85公里）下調至40節（每小時75公里）。而中國國家氣象中心在2020年4月20日下午發出的最佳路徑中，把巔峰強度由強熱帶風暴下調為熱帶風暴，風速下調至每秒23公尺（每小時85公里），氣壓上調至990百帕。而聯合颱風警報中心在2020年9月發表的最佳路徑中，將其巔峰上調至40節（約75公里/每小時）。

## 影響

### 菲律賓
當地發出之最高颱風警報：二號風暴信號
8月26日下午5時，菲律賓大氣地球物理和天文服務管理局對卡加煙省、伊莎貝拉省、阿巴堯省、阿布拉省、卡坦端內斯省等15個位於呂宋島的省分發出一號風暴信號。
隨著系統增強為熱帶風暴，且對呂宋島中部構成威脅，菲律賓大氣地球物理和天文服務管理局在8月27日上午11時對伊莎貝拉省、奧羅拉省、及季里諾省發布二號風暴信號。
隨著強度減弱，菲律賓大氣地球物理和天文服務管理局於8月28日上午2時除下二號風暴信號。8月28日上午11時，菲律賓大氣地球物理和天文服務管理局除下一號風暴信號。隨著風暴離開責任區，菲律賓大氣地球物理和天文服務管理局於8月28日下午5時給予最後警告，當時位於達古潘以西510公里。

### 中國大陸
當地發布之最高熱帶氣旋警告信號： 颱風藍色預警信號

#### 海南
當地發布之最高熱帶氣旋警告信號： 颱風黃色預警信號
随着杨柳的逐渐靠近，海口市郊列车于29日上午10时半左右停运，海南环岛高铁29日中午1时33分停运，三亚凤凰机场取消所有架次航班。
8月29日凌晨，台风杨柳在海南儋州市那大镇诱发龙卷风，强度估计为EF-2至EF-3。当地两处建筑工地宿舍受其影响发生倒塌，造成8人罹难、2人受伤，此外龙卷风还造成多处树木倒塌和电线受损。

#### 廣西
當地發布之最高熱帶氣旋警告信號： 颱風藍色預警信號

### 香港
當地發出之最高熱帶氣旋警告信號： 一號戒備信號
香港天文台在8月28日在下午2時40分發出一號戒備信號，當時楊柳集結在香港之東南偏南約640公里，並表示當日需要發出三號強風信號機會不大。
一號戒備信號發出期間多區的風力在8月29日凌晨穩定上升，而維港內的中環碼頭和北角風測站亦短暫錄得強風，但全港風力並未普遍達到強風水平。由於楊柳移速頗快，於同日上午風力已逐步下降。所有熱帶氣旋警告信號於8月29日中午12時20分取消。

### 澳門
當地發出之最高熱帶氣旋警告信號： 一號風球
- 當地發出之最高風暴潮警告：藍色風暴潮警告

地球物理暨氣象局於8月28日下午3時正發出一號風球，當時楊柳集結在澳門之東南偏南約640公里。澳氹跨海大橋一度在8月29日短時間內錄得7級強風，地球物理暨氣象局於8月29日下午3時半取消所有熱帶氣旋警告信號，當時楊柳集結在澳門之西南約670公里。

## 熱帶氣旋警告使用記錄

### 菲律賓
| 菲律賓大氣地球物理和天文服務管理局 風暴信號 | 菲律賓大氣地球物理和天文服務管理局 風暴信號 | 菲律賓大氣地球物理和天文服務管理局 風暴信號 |
| ------------------------------------------- | ------------------------------------------- | ------------------------------------------- |
| 上一熱帶氣旋                                | 一號風暴信號                                | 下一熱帶氣旋                                |
| 強烈熱帶風暴白鹿                            | 一號風暴信號                                | 颱風玲玲                                    |
| 強烈熱帶風暴白鹿                            | 二號風暴信號                                | 熱帶風暴海鷗                                |

### 中國大陸
| 国家气象中心 颱風預警信號 | 国家气象中心 颱風預警信號 | 国家气象中心 颱風預警信號   |
| ------------------------- | ------------------------- | --------------------------- |
| 上一熱帶氣旋              | 颱風藍色預警信號          | 下一熱帶氣旋                |
| 強熱帶風暴白鹿            | 颱風藍色預警信號          | 強熱帶風暴玲玲 熱帶風暴劍魚 |

### 香港
| 香港天文台 熱帶氣旋警告信號 | 香港天文台 熱帶氣旋警告信號 | 香港天文台 熱帶氣旋警告信號 |
| --------------------------- | --------------------------- | --------------------------- |
| 上一熱帶氣旋                | 一號戒備信號                | 下一熱帶氣旋                |
| 強烈熱帶風暴白鹿            | 一號戒備信號                | 熱帶低氣壓劍魚              |

### 澳門
| 澳門地球物理暨氣象局 熱帶氣旋警告信號 | 澳門地球物理暨氣象局 熱帶氣旋警告信號 | 澳門地球物理暨氣象局 熱帶氣旋警告信號 |
| ------------------------------------- | ------------------------------------- | ------------------------------------- |
| 上一熱帶氣旋                          | 一號風球                              | 下一熱帶氣旋                          |
| 強烈熱帶風暴白鹿                      | 一號風球                              | 熱帶低氣壓劍魚                        |

## 外部連結
| 太平洋颱風季             |
| 主題頁 - 專題 - 編輯指南 |

- （日語）日本氣象廳首頁 （页面存档备份，存于）
- （英文）聯合颱風警報中心首頁 （页面存档备份，存于）
- （简体中文）中央氣象台首頁
- （繁體中文）中央氣象局首頁 （页面存档备份，存于）
- （繁體中文）香港天文台首頁 （页面存档备份，存于）
- （繁體中文）澳門地球物理暨氣象局首頁 （页面存档备份，存于）
- （英文）菲律賓大氣地球物理和天文管理局 惡劣天氣公告